# Carmelo Rossetti
Carmelo Rossetti (Fragagnano, 16 luglio 1974) è un militare italiano, Carabiniere Scelto, decorato con Medaglia d'Oro al Valor Civile per il soccorso prestato in occasione del terremoto del Molise del 2002.
In tale occasione la stessa onorificenza è stata conferita anche ad altri militari dell'Arma: Brigadiere Capo Giuseppe Nardelli, Brigadiere Matteo Colapietra, Appuntato Antonio Marciello, Appuntato Michele Di Lella, Appuntato Domenico Di Carlo. 